# 이튼 그룹
이튼 그룹(Eton group)은 영국의 12개 유명학교로 구성되어 있다. 가장 잘 알려진 곳은 이튼 칼리지(Eton College).

## 개요
뛰어난 학문적 성취의 긴 역사를 자랑하는 이튼 그룹은 영국내 주도적인 사학 그룹의 하나로 인정받고 있으며,  졸업생들은 영국의 유수한 대학으로 진학하여 영국사회에 중요한 영향력을 행사하면서 각 분야에서 나라를 이끌고 있다.   학문적으로 입학생을 고르는 이튼그룹 학교들의 입학절차는 치열한 편이다.
그룹내의 학교들은 서로 협력하여, 이벤트나 학교 대항 경기를 만들기도 한다.  예컨대, 학부책임자들이 모여서 공동의 관심사가 되는 커리큘럼을 의논하며,  교장 또는 재무담당자들 역시 때때로 회합을 갖는다.
2005년 영국 공정거래위원회(Office of Fair Trading, 약칭 OFT)는 2년에 걸친 조사를 종결하면서 보다 50개에 이르는 사립학교(public school)들이 반독점법(competitive law)을 위반하여 수업료 카르텔 행위를 했다고 발표하여 영국 사회에 충격을 주었다.

## 구성원
아래는 이튼 그룹 12학교의 명단이다.
- Bryanston School
- Dulwich College
- 이튼 칼리지(Eton College)
- Highgate School
- King's College School
- Marlborough College
- Sherborne School
- St Paul's School
- The King's School (Canterbury)
- 톤브리지 스쿨(Tonbridge School)
- University College School
- Westminster School